# Такафуми Огура
Такафуми Огура (јап. 小倉 隆史; 6. јул 1973) бивши је јапански фудбалер.

## Каријера
Током каријере је играо за Нагоја Грампус, Екселсиор и многе друге клубове.

## Репрезентација
За репрезентацију Јапана дебитовао је 1994. године. За тај тим је одиграо 5 утакмица и постигао 1 гол.

## Статистика
| Јапан  | Јапан   | Јапан  |
| Година | Наступи | Голови |
| ------ | ------- | ------ |
| 1994.  | 5       | 1      |
| Укупно | 5       | 1      |